# Lagrange (Anthisnes)
Pour les articles homonymes, voir Lagrange.
Lagrange (en wallon : Li Grègne) est un hameau de la commune belge d'Anthisnes en province de Liège.
Avant la fusion des communes, ce hameau condrusien faisait partie de la commune d'Esneux.

## Situation
Lagrange se situe entre les villages de Limont et Villers-aux-Tours. Cette localité prolonge vers le nord le hameau d'Hestreux par une route en cul-de-sac descendant progressivement vers les bois d'Esneux dont la limite communale contourne le hameau. Elle se trouve à 5 km au nord d'Anthisnes.

## Description
Ces dernières décennies, Lagrange s'est fortement développée par la construction de plus d'une soixantaine d'habitations de type pavillonnaire.